# Росен Василев
 Тази статия е за преподателя.  За поета вижте Росен Василев (поет).  
Росен Николов Василев е бивш преподавател и бивш ректор на Технически университет Варна.

## Биография
Росен Василев е роден през 1963 година в град Шумен. Завършва ВМЕИ-Варна през 1988 година с направление „Електроснабдяване и електрообзавеждане“. През 2003 година защитава дисертация на тема „Изследване и оптимизация на електроснабдителните системи на промишлени предприятия в режим на понижено натоварване“ и придабива научно-квалификационна степен доктор. Три години по-късно е хабилитиран като доцент с направление „Измервателна електротехника“.

## Кариера
Росен Василев започва кариерата си в Технически университет Варна като асистент през 1988, след като печели конкурс. През следващите години е страши асистент и главен асистент. През 2011 е избран за заместник-ректор по „Акредитация и развитие“. През 2015 е избран за ректор на Технически университет Варна. Василев води лекционни курсове по Електрически измервания, Измерване на електрическа енергия с измервателни трансформатори.
През 2016 е акредитиран като професор.
На 13 ноември 2018 г. е освободен от академичната длъжност професор и поста ректор на Технически университет Варна, след доклад на Комисията по академична етика към МОН за доказано плагиатство на чужди научни трудове.

## Публикации
- Електрически измервания, учебник